# The Full Monty (musical)
The Full Monty er en musical fra 2000 af Terrence McNally og David Yazbek, baseret på filmen af samme navn.
Musicalen fik danmarkspremiere i 2003 i Tappehallerne med bl.a. Alexander Kølpin, Allan Mortensen, Gordon Kennedy, Jesper Lohmann, Klaus Bondam, Lone Kellermann, Pernille Højmark, Peter Mygind og Zlatko Buric.
Forestillingen blev i november 2012 genopsat i Stærekassen i november 2012 af Teatret Gorgerne.

## Ekstern henvisning
- The Full Monty i Stærekassen